# Most Mustafy Paši
Most Mustafy Paši, též Starý most (bulharsky Мост на Мустафа паша, Старият мост) je obloukový most ze 16. století přes řeku Maricu ve městě Svilengrad, v jihovýchodním Bulharsku. Postaven za vlády Sultána Sulejmana I. z rozhodnutí osmanského vezíra Çobana Mustafy Paši byl dostavěn v roce 1529. Most s 20 oblouky, 295 m dlouhý a 6 m široký, byl prvním větším dílem osmanského architekta Mimara Sinana jako součást vakfu, který zahrnoval i karavansaraj, mešitu, bazar a turecké lázně.
Povodeň v roce 1766 část pilířů poničila a rekonstrukce byla dokončena až roku 1809. Osmanské vojsko se neúspěšně pokusilo most zničit při ústupu před Bulhary po bitvě u Lüleburgazu za první balkánské války v listopadu 1912.
Pamětní deska na mostě obsahuje nápis v bulharštině, francouzštině a angličtině. Anglický text říká:
| „ | This bridge was built during Sultan Suleiman Han's time by his vezir Mustapha Pacha en 1529. | Tento most byl postaven za sultána Sulejmána jeho vezírem Mustafou Pašou l. p. 1529. | “ |